# Schloss Höllinghofen

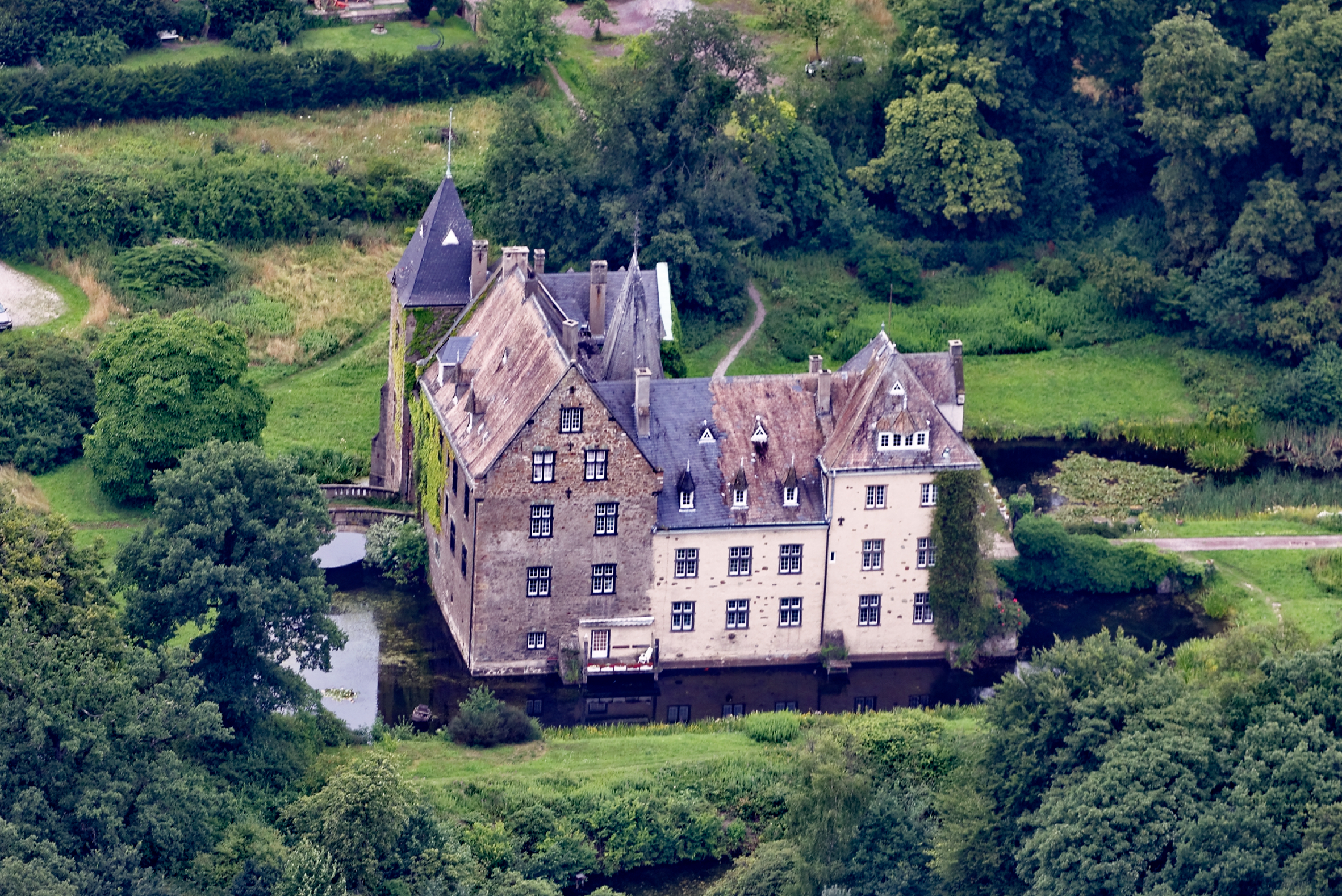
Luftaufnahme (2015)

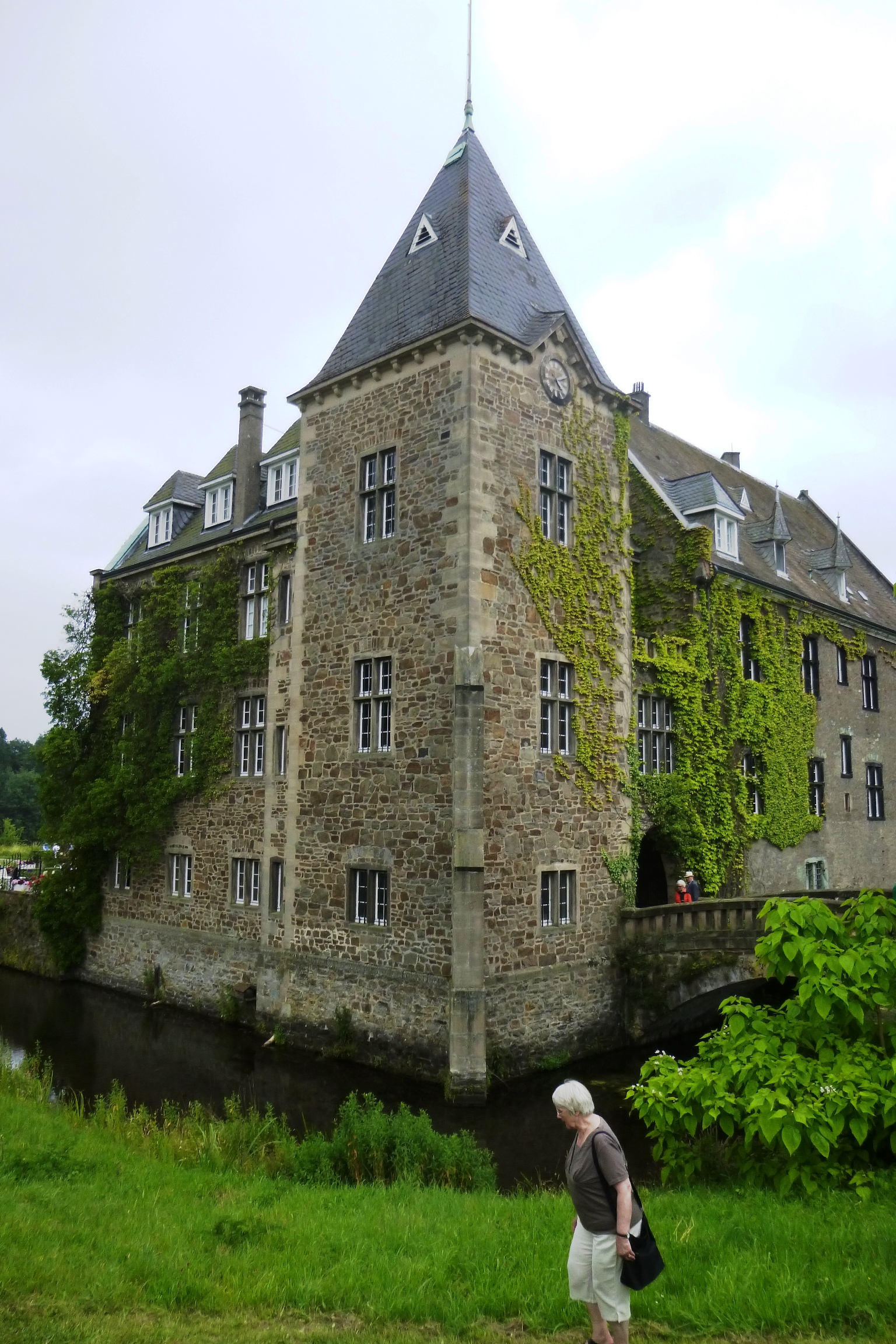
Turm und Haupttor

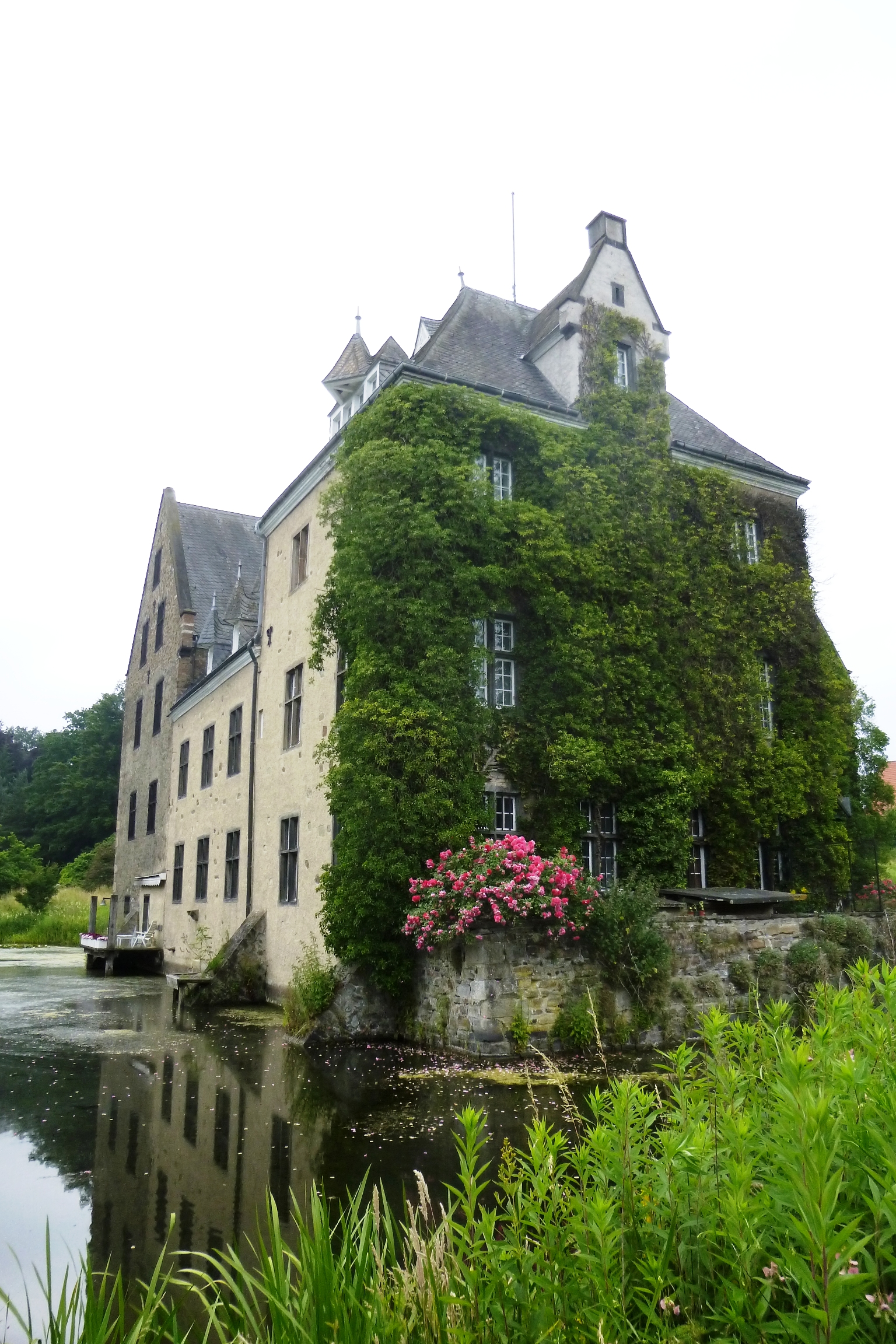
Seitenansicht mit Gräfte

Das Schloss Höllinghofen ist ein Wasserschloss im Arnsberger Stadtteil Voßwinkel.

## Historische Entwicklung
Historisch umstritten ist die Ersterwähnung in einer Urkunde von Kaiser Konrad II. aus dem Jahr 1036, in der von Hullikinghouon die Rede ist. Sichere Nachrichten über das zur Lehnsherrschaft der Pröpste des Soester Patrokli-Stiftes gehörenden Waldgutes liegen seit dem 14. Jahrhundert vor. 1371 gelangte es in den Besitz der Freiherren von Fürstenberg. Bereits 1382 war die Anlage im Besitz des Ritters Honann Freseken aus Neheim, der sich von nun an „von Höllinghofen“ nennen ließ. Durch Erbschaft gelangte es 1414 zurück in den Besitz des Hauses Fürstenberg. Eine Höllinghofener Linie des Adelshauses besaß das Gut, das nunmehr auch als Schloss bezeichnet wurde, bis zum Ende des 16. Jahrhunderts.
In den folgenden Jahrhunderten war es dann im Besitz verschiedener landfremder Adelsfamilien. Unter ihnen war auch Wilhelm von Bayern, der sich seit 1615 auch „Reichsfreiherr von Höllinghofen“ nannte. Er war ein illegitimer Nachkomme des Kurfürsten Ernst von Bayern aus dem Hause Wittelsbach und dessen Mätresse Gertrud von Plettenberg. Wilhelm von Bayern trat später in den geistlichen Stand über und starb schließlich als Fürstabt von Stablo und Malmedy im Jahr 1657. Weitere Besitzer waren unter anderem die in Schlesien ansässigen Freiherren von Kanitz. Diese verkauften den Besitz 1749 für 78.500 Taler an den Nachbarn Friedrich Wilhelm von Droste-Füchten. Dessen Erben sahen sich 1753 gezwungen, das Schloss wieder für denselben Preis zu verkaufen. Im Jahr 1754 ging Höllinghofen so an die Freiherren von Boeselager auf Haus Nehlen über. In den Kauf eingeschlossen waren neben dem adeligen Wohngebäude, das Gut, Mühlen, Ländereien und alle feudalen Rechte. Seit dem Kauf wurde Höllinghofen zum jagdlichen Wohnsitz der Familie, die im Übrigen in Hamm-Heessen (Schloss Heessen) ihren Stammsitz hatte und ursprünglich ein erzstiftisch-magdeburgerisches Geschlecht war. Im Jahr 1920 wurde Schloss Höllinghofen mit seinem 7 ha großen historischen Park zum Hauptsitz der Familie von Boeselager. Heute befindet sich der Besitz im Eigentum der Familie von Ketteler-Boeselager, die auch Mitinhaber des nahegelegenen Wildwald Voßwinkel sind.

## Architektonische Entwicklung
Über die Baulichkeiten der Anlage ist für den größten Teil der Entwicklung kaum etwas bekannt. Ein Plan aus der zweiten Hälfte des 18. Jahrhunderts zeigt das Herrenhaus als rechtwinkliges Gebäude ohne Flügel. Im Jahr 1765 wurde es durch einen Brand völlig vernichtet, wurde aber auf den alten Grundmauern – die bis ins 16. Jahrhundert zurückreichen – wieder aufgebaut. Möglicherweise erfolgte in diesem Zusammenhang auch der Neubau von zwei Seitenflügeln. Ein großer Umbau erfolgte im Jahr 1865 im historistisch-romanischen Stil. Weitere An- und Umbauten erfolgten im Jahr 1924. Das Hauptgebäude ist heute teilweise mit Efeu bewachsen.
Neben dem Haupthaus sind heute auch einige andere Gebäude denkmalgeschützt. Dazu gehört etwa die Grabkapelle St. Benediktus, im weitläufigen Rhododendrenpark des Schlosses gelegen, die im Oktober des Jahres 1923 fertiggestellt wurde und als Familiengruft dient. Hier ruht auch die 1994 verstorbene Csilla Freifrau von Boeselager, Gründerin des Ungarischen Malteserdienstes. Hinzu kommt das sogenannte „Neue Haus“ aus dem 18. Jahrhundert und die Wirtschaftsgebäude, darunter die Rentei, ein Fachwerkhaus im klassizistischen Stil von 1833.
Das Gebäude besteht aus drei ungleich großen Flügeln. Zum Anwesen zählt ein Schlosspark im englischen Stil. Aufbauend auf ältere Elemente geht die heutige Gestalt auf die 1920er und 1930er Jahre zurück.
In den 1960er Jahren dienten Schloss und Park – wie auch das nahe Schloss Herdringen – als Kulisse für Edgar-Wallace-Filme.

## Schlosspark
Um das Schloss liegt der denkmalgeschützten Schlosspark. Teile des Schlossparks liegen im Naturschutzgebiet Laubholzmischwald Im Sundern, im Naturschutzgebiet Teiche Im Schee und im Naturschutzgebiet Landschaftsraum Im Schee.